# Fabiolaville (schip, 1972)
De Fabiolaville is een Belgisch motorvrachtschip van 13.481 ton, en een aanwinst van de C.M.B. (Compagnie Maritime Belge) geweest in 1972. 
Deze pakketboot/vrachtschip werd op 18 januari 1972 te water gelaten bij de Scheepswerf John Cockerill Yard in Hoboken, bij Antwerpen als bouwnummer 861. Het schip werd gedoopt door de meter van het schip, de toenmalige koningin Fabiola van België (Fabiola Mora y Aragón). Het heeft IMO-nummer 7204356.
Het schip heeft een crèmekleurige romp, met zwarte laadwaterlijn en een achterwaartse witte opbouw. Op het voorschip heeft het een omgekeerde V-vormige driepoot-laadmast met vier laadbomen. Op het midden-voorschip staat een laadkraantje met cabine met een kraanarm-laadboom. Eigenlijk op het midden van het ranke schip staat de T-vormige hoofdmast met twee hogere laadbomen die altijd omhoog staan als ze niet worden gebruikt. Tegen de scheepsbrug en de vooropbouw staat nog zulks een laadkraantje met cabine en een kraanarm-laadboom. Op het wielhuis of stuurhuis staat de mast met de top- en seinlichten. Achter de opbouw-achteraan staat weer zo'n cabinekraantje met een laadboomarm. Op de witte opbouw staat de beigekleurige schoorsteen die de C.M.B.-kleuren vertegenwoordigt.
Het vrachtschip vervoerde echter niet alleen vracht, maar mits betaling konden er ook passagiers meevaren, daar de grote Belgische passagiersschepen bijna alle of toch zo goed als, uit de vaart zijn genomen. De Baudouinville en de ongelukkige schepen Albertville en Léopoldville, die wel sterk verouderd waren, waren eigenlijk de laatste grote Belgische passagiersschepen.
Tegenwoordig zijn lijnvluchten naar de Verenigde Staten of naar Afrika veel goedkoper en sneller dan een trip met zo'n passagiersschip. Weliswaar reist men wel langer, maar tijdens de overtocht leeft en geniet men aan boord zeer comfortabel en luxueus, ook naargelang de prijsklasse.
Het schip vaart tegenwoordig onder de vlag van China als de Hai Hua.